# Кеићи
Кеићи је насељено место у Карловачкој жупанији у Хрватској. Административно припада општини Генералски Стол.

## Становништво
Према попису становништва из 2001. године, насеље је имало 49 становника у 13 породичних домаћинстава.
Кретање броја становника по пописима 1857—2001.
| година пописа  | 1857. | 1869. | 1880. | 1890. | 1900. | 1910. | 1921. | 1931. | 1948. | 1953. | 1961. | 1971. | 1981. | 1991. | 2001. |
| бр. становника | 74    | 74    | 63    | 78    | 84    | 95    | 82    | 105   | 106   | 99    | 102   | 82    | 79    | 67    | 49    |

- Напомене

До 1900. исказивано под именом Којић-Село, од 1910. да 1981. под именом Којић, а 1991. под именом Кејићи.